# Алло на хвилі 477
«Алло на хвилі 477» — естрадна вистава-ревю в театрі «Березіль», прем'єра якої відбулася 9 січня 1929.

## Історія і сюжет
На хвилі 477 метрів виходили передачі харківського радіо, звідки й походить назва ревю. У виставі було три дії: перша, «Галопом по Харкову», складалася з окремих сцен, які пов’язував конферанс — діалоги харківських студентів Ляща і Свинки. Друга дія відбувалася в Америці, героєм третьої дії був Остап Вишня. Сюжети сатиричних сценок-мініатюр злободенного змісту, які чергувалися з танцями, пантомімою і цирковими номерами, придумували самі режисери, тексти пісеньок і пародій написав Майк Йогансен. У музичному оформленні було використано модні тогочасні танці блюз, чарльстон, шимі.

## Творчий склад
- Режисери — Володимир Скляренко, Борис Балабан, Леонтій Дубовик
- Керівник — Лесь Курбас
- Художник — Вадим Меллер
- Композитор — Юлій Мейтус
- Текст колективний, автор віршів — Майк Йогансен

## Дійові особи та виконавці
- Лящ — Йосип Гірняк
- Свинка — Мар'ян Крушельницький

## Видання
Алло на хвилі 477: [Ревю / Музика Юлія Мейтуса, тексти Майка Йогансена]. — Х.: ДВУ, 1929. — 6 с. — (Бібліотека естради).